# Close to Violence
Close to Violence är Lowoods debutalbum, utgivet 2009. På skivan medverkar bland andra Kristofer Åström.

## Låtlista
1. "Crash" - 3:37
2. "You're No Different" - 3:38
3. "Close to Violence" - 3:27
4. "Sailor" - 5:02
5. "It's a Mess" - 3:54
6. "Parts of Red" - 4:34
7. "In the End" - 3:57
8. "A Flickering Light" - 4:30
9. "Sleep" - 4:25
10. "Walking Dead" - 5:15

## Personal
- Therese Johansson - gitarr, sång
- Kristofer Åström - sång på "It's a Mess"

## Mottagande
Albumet mottog blandade recensioner när det utkom och snittar på 3,0/5 på Kritiker.se, baserat på nio recensioner. Allra mest positiva var Dala-Demokraten och Zero, medan Joyzine och Arbetarbladet var mest negativa.